# Ритуалът на рода Мъсгрейв
„Ритуалът на рода Мъсгрейв“ (на английски: The Adventure of the Musgrave Ritual) е разказ на писателя Артър Конан Дойл за известния детектив Шерлок Холмс. За първи път е публикуван в списание „Странд“ през 1893 г. Впоследствие е включен в книгата „Мемоарите на Шерлок Холмс“, публикувана през 1894 година.

## Сюжет
Внимание:  Текстът по-долу разкрива сюжета на произведението (или части от него)!
Веднъж през зимата Уотсън предлага на Холмс да приведе в порядък неговите ценни книжа, които са разхвърляни в безпорядък из целия им апартамент. Холмс изважда от стаята си сандък, в който да се сложат документите, но намира в него предмети, свързани със стари разследвания. По молба на Уотсън Холмс се съгласява да разкаже историята на особено заплетен случай, свързан със съдържанието на една дървена кутия от сандъка.
Преди много години, когато Холмс е завършил университета и току-що е започнал да работи като частен детектив, към него се обръща за помощ неговият състудент, Реджиналд Мъсгрейв. Той моли Холмс да разследва мистериозните събития станали в замъка Мъсгрейв.
Преди известно време, през нощта, Мъсгрейв случайно вижда своя иконом Брънтън, който е влязъл в кабинета на Мъсгрейв и чете някои лични документи на собственика. Разярен, Мъсгрейв незабавно уволнява наглия иконом и му нарежда незабавно да замине надалеч, но Брънтън моли домакина за отсрочка и Мъсгрейв се съгласява за една седмица.
Три дни по-късно, Мъсгрейв среща прислужницата Рейчъл Хауълс, която някога е била сгодена за Брънтън. Девойката се смее истерично и се държи като луда. Тя казва на Мъсгрейв, че икономът е изчезнал. Мъсгрейв започва да търси около замъка заедно със своите лакеи, съобщава за изчезването му в полицията, но всичко е без резултат. Три дни по-късно изчезва и Рейчъл. Нейните следи водят до езерото и решавайки, че момичето се е удавило, претърсват езерото. Тялото и ̀ не е намерено, а само една торба с няколко смачкани ръждясали обръчи и потъмнели камъчета.
Мъсгрейв разглежда документа, който е чел Брънтън. Той представлява описание на древен ритуал, който е трябвало да извърши всеки мъж от рода на Мъсгрейв, достигайки пълнолетие. На пръв поглед ритуалът се състои от безсмислен набор от въпроси и отговори.
Холмс предполага, че ритуалът всъщност е указание към мястото, където е скрита някаква ценност. Използвайки текста на ритуала като инструкция, с помощта на Мъсгрейв Холмс намира тайна стая, която се намира в мазето на замъка. В нея, под тежка каменна плоча, Холмс и Мъсгрейв намират празен сандък и тялото на липсващия Брънтън, който е починал от задушаване.
Холмс предполага, че съучастникът на Брънтън е липсващата Рейчъл Хауълс. Не е ясно дали плочата е паднала случайно или Рейчъл умишлено я е бутнала. За Холмс е съвсем очевидно едно: когато Брънтън е останал зазидан в каменната стая, девойката е избягала, без да му помогне – вероятно от ревност или от желание за отмъщение.
След като препрочита текста на ритуала, Холмс се досеща, какъв е предметът намерен в езерото. Това е старинната корона на английските крале. Прародител на Реджиналд Мъсгрейв е бил близък сътрудник на сина на екзекутирания крал Чарлз I – Чарлз II. Получавайки от Чарлз I короната, Мъсгрейв я е скрил в тайното място и е зашифровал местоположението му чрез измисления „ритуал“. По-късно обаче короната не е върната и е съхранявана в продължение на много години в мазето на замъка Мъсгрейв, докато не е била намерена от мъртвия Брънтън.

## Адаптации
Разказът е екранизиран през 1912 г. в копродукция на Франция и Великобритания с участието на Джордж Тревил в ролята на Холмс и Господин Мойс като Уотсън.
През 1922 г. е екранизиран във Великобритания в едноименния филм с участието на Ейли Норууд в ролята на Холмс и Хюбърт Уилис.
През 1984 г. е адаптиран отново във Великобритания с Джеръми Брет като Холмс и Едуард Хардуик като Уотсън. 